# Por la cabeza de Ignacio García
Por la cabeza de Ignacio García es una telenovela original en producción en República Dominicana por la Compañía M/de la/R Filmworks.
Es una telenovela que cuenta con 48 episodios escrita por el escritor y cineasta Jenier E. Marmolejos, quien también ha escritor extensamente para el cine y ha publicado varias novelas en Estados Unidos.

## Sinopsis
Por la cabeza de Ignacio García es la historia de dos jóvenes amantes, dos carteles de droga, y las respectivas familias que se ven envueltas en el entrecruzamiento del amor, la violencia, la ambición y la corrupción.
Ignacio García es un joven que trabaja como guardaespaldas para Don Porfirio Andujar, un empresario y aspirante a político que en realidad ha sido uno de los más exitosos narcotraficantes del país.
Gabriela Obregón es la hija de Don Helio Obregón, el principal suplidor de estupefacientes al exterior vía el Caribe, y un hombre de tanto poder y fama que lleva sus negocios ilícitos con total impunidad ante la ley.
Ambos jóvenes se conocen por causa del destino, se enamoran a primera vista, y dan comienzo a una travesía de amor prohibido. Pero cuando se dan cuenta de quienes son en realidad, y para quienes trabajan, su mundo de romance y pasión se desploma por la realidad de sus vidas.
Ella ha sido prometida al coronel Santiago Peláez por razones de conveniencia logística para su padre, e Ignacio sin tener recurso alguno para estar con la mujer que ama, deja atrás familia, y lealtad a su jefe, y elige fugarse con ella.
Ayudado por sus amigos y hombres de confianza, Ignacio emprende la dura lucha de rescatar a Gabriela de la fuertemente protegida finca de su padre. Pero cuando Ramiro, un gatillero totalmente leal a Don Porfirio Andújar y secretamente su mano derecha, mata a Gilberto Obregón, hijo y heredero de Don Helio Obregón, la culpa cae sobre el hombre responsable de planificar la fuga, Ignacio Garcia.
Al despertar y ser informado de que su hijo ha muerto y su hija ha sido raptada por Ignacio García, Don Helio Obregón enloquece en una furia sanguinaria. El mata a sangre fría a cinco (5) de sus guardaespaldas responsable por la seguridad nocturna de su finca y ofrece veinte millones de dólares ($20,000,000), la mitad de su fortuna, a la persona que le traiga la cabeza de Ignacio García.
Este es el origen de la historia. Lo que sucede después es una odisea en la que Ignacio y Gabriela deben luchar contra viento y marea por su amor prohibido.

## Elenco
Amaury Pérez,
Evelyna Rodríguez,
Henssy Pichardo,
Augusto Feria,
Miguel Ángel Martínez,
Ramon Leonidas Peña,
Laura Guzmán,
José Luis Fersola,
Manuel Raposo,
Conrado Ortíz,
Ingrid Vargas,
Danielis Canario,
Madavid Romero